# Castello di Magnano
Das Castello di Magnano ist eine mittelalterliche Höhenburg in Magnano, einem Ortsteil der Gemeinde Carpaneto Piacentino in der italienischen Emilia-Romagna. Die Burg liegt in der Strada Comunale di Magnano 20 auf den ersten Hügeln des ligurischen Apennins in einer Höhe von 350 Metern Seehöhe in dezentraler Lage, aber dominierend über der Siedlung auf der Wasserscheide zwischen dem Val Chero und dem Val Segola.

## Geschichte
Die Burg wurde erstmalig im Liber Mancassola vom 27. Juni 1288 erwähnt, einem Kodex, der im historischen Archiv der Stadt Piacenza aufbewahrt wird und in dem die Abgabe eines Achtels des Eigentums an der Burg in Tommasino und Pietro Mancassola durch Filippo della Volta Landi bestätigt wird. Im Gegensatz dazu blieb der verbleibende Anteil des Komplexes unter der Kontrolle der Familie Volta Landi.
1460 verkaufte die Witwe von Luigi Mancassola die Burg an die Nachfahren von Bartolomeo Scotti für eine Summe von 270 Golddukaten. Der Verkauf wurde dann 1475 offiziell durch eine Urkunde des Notars Leonardo Loschi bestätigt. In den folgenden Jahren wurden die Burg, ebenso wie der Ort Magnano der Kontrolle durch den Zweig von San Giorgio und Castelbosco der Familie Scotti unterstellt, die sie bis in die letzten Jahre des 18. Jahrhunderts behielt. Dann heiratete ein Angehöriger dieser Familie eine Frau aus der Familie Della Scala und entschied sich dafür, an seinen Familiennamen den der Della Scala anzufügen.
1877, nach dem Tod von Paolo Scotti, erbte dessen Tochter Luisa, die Gattin des Grafen Stefano Marazzani, das Herrenhaus. Dieser ließ es als seine Wohnstatt umbauen und vermachte es dann seiner Tochter Maria Dolores, der Gattin des Markgrafen Vittorio Casali. 1950 fiel das Anwesen an Giustina Casali in Scribani Rossi, die es 1952 an die Herren Garbazza abgab, denen später die Iannones aus Mailand folgten.

## Beschreibung
Die Burg, die vorwiegend aus unverkleidetem Stein in der Form von quadratischen Blöcken errichtet wurde, an die sich einige Umbauten in Ziegelmauerwerk anschließen, zeigt einen sehr besonderen Aufbau, der eher ungewöhnlich unter den Festungen der Provinz Piacenza ist, sowohl in der geometrischen Struktur als auch in der Bauart. Der Komplex zeigt in der Tat einen unregelmäßigen Grundriss in Trapezform, der vermutlich dadurch entstand, dass man den unregelmäßigen Konturen des hügeligen Reliefs folgte, auf dem die Festung errichtet ist. Die Burg, die man dem Typ der geschlossenen Burgen zurechnen kann, besteht aus einer Wehrmauer mit zwei Türmen, einer davon als Rundturm auf der Südseite und der andere mit quadratischem Grundriss schräg in der Nähe des südwestlichen Mauerbogens und mit einer hölzernen Wendeltreppe versehen.
Zwischen den beiden Türmen liegt die Burg selbst als einteiliger Baukörper, gekrönt von guelfischen Zinnen und mit Doppelfenstern und Spitzbogentüren versehen; an den Fenstern und Türen sieht man die Zeichen der im Laufe der Zeit erfolgten Umbauten. Im Inneren der Burg gibt es einen Lagerkeller für Lebensmittel, einige Räume als Unterkünfte für die Garnison und einen Stall mit Scheune.
Die Wehrmauer, deren Kurtine von derselben Art von Zinnen gekrönt ist wie der Hauptbaukörper, setzt sich mit zwei verschiedenen Zweigen auch nach Norden fort: Der erste im Norden hat eine gebogene Form, während der zweite im Osten die Form eines spitzen Winkels besitzt. An diesem Mauerteil befinden sich der Eingang zur Burg und darüber hinaus ein zweiter Baukörper, der, im Gegensatz zur übrigen Burg, verputzt ist.
Innerhalb der Wehrmauer gibt es einen Garten vom Typ des mittelalterlichen  Hortus conclusus.